# Ichthys

Ichthys, ou símbolo do peixe, representa o Cristianismo.

Uma outra versão contendo o acrônimo ΙΧΘΥΣ.

Ichthys ou Ichthus (do grego antigo ἰχθύς, em maiúsculas ΙΧΘΥΣ ou ΙΧΘΥC, significando "Jesus Cristo, Filho de Deus, Salvador") é um símbolo que consiste em dois arcos que se cruzam para formar o perfil de um peixe, sendo um dos símbolos mais antigos do cristianismo.

## Significado
Trata-se de um acrônimo, utilizado pelos cristãos primitivos, da expressão "Iēsous Christos Theou 'Yios Sōtēr", que significa "Jesus Cristo, Filho de Deus, Salvador" (em grego antigo, Ἰησοῦς Χριστός, Θεοῦ  ͑Υιός, Σωτήρ). Foi um dos primeiros símbolos cristãos, juntamente com o crucifixo e continua a ser usado pelas igrejas cristãs.

## Histórico
O Ichthys também era utilizado para marcar catacumbas cristãs na época da perseguição aos cristãos, pois era um símbolo que não era tão explicitamente cristão (como a cruz, por exemplo). Outra utilidade era o uso para comunicação: um cristão marcava um lugar com uma meia-lua para baixo, se o outro também fosse cristão, marcava a meia-lua para cima, formando o símbolo. Também era desenhado por crianças nas portas de casa para que mostrasse aos outros cristãos que aquela era uma casa de família cristã.